# Clara Klingenström
Emma Clara Idun Klingenström, beter bekend onder haar artiestennaam Clara Klingenström, is een Zweeds zangeres. In 2010 en 2015 begon ze haar carrière na het winnen van de finale van de regionale zangcompetitie Musik Direkt.

## Biografie
Klingenström deed in 2020 mee aan een webeditie van Melodifestivalen 2011 met het nummer Mr Lonely Man en haalde daar de Top 100. Ze won in 2013 met het nummer It Makes Me Crazy de Gotland-editie van de regionale muziekcompetitie Svenkstoppen nästa georganiseerd door Sveriges Radio P4.
Met het nummer Behöver inte dig idag deed Klingenström mee aan Melodifestivalen 2021. Ze behaalde de finale die plaatsvond op 13 maart 2021. Klingenström eindigde op de vijfde plaats.
Op 13 augustus 2021 bracht Klingenström de persoonlije single 'Liv' uit een jaar na de dood van haar vader. Het nummer behaalde de 18de plaats in de ITunes hitlijsten.
Klingenström won in 2021 de Zweedse muziekprijs Rockbjörnen.
In 2024 deed Klingenström opnieuw mee aan Melodifestivalen 2024 met de single Aldrig Mer die ze samen had geschreven met Ljunggren en Lindgren Zacharias. Ze wist vanuit haar heat op 17 februari 2024 niet door te stoten naar de finale.

## Discografie

### Albums
- 2021: Claras dagbok

### Singles
- 2019: Ensam i en stad
- 2019: Engelbrekts väg
- 2020: Sthlm, allt är förlorat
- 2020: Sommarminnen
- 2020: Så slut
- 2021: Behöver inte dig idag
- 2021: Liv
- 2021: Se mig, bara se mig
- 2022: Nu kan du få mig så lätt
- 2022: Hångel på balkongen
- 2024: Aldrig mer